# 花島鎮公園
花島鎮公園 (ファドチン＝コンウォン、화도진 공원)は、大韓民国の仁川広域市東区花水洞に位置する公園である。仁川広域市記念物第2号に指定された。

## 立地
花島鎮は、大韓帝国時代に仁川の海岸を警戒するために設置された砦である。辛未洋擾や江華島事件など、アメリカ、フランス、日本の相次ぐ来襲に刺激を受け、首都・漢城への水路の要衝であった、現在の花水洞128番地一帯に設置された。当時、花島鎮は南北方向の丘陵の中腹に位置し、海を望むことができ、三方は稜線で、陸地深くに登ってこなければ発見できない最適の陣地であったという。

## 歴史と公園の施設
花島鎮は、1882年に米朝修好通商条約が締結された場所である。1982年に修交百周年を記念して、記念の標識が立てられ、後に、東軒 (ドンホン、동헌) と呼ばれる官衙や、昔の民家が復元された。東軒の内部には条約締結のもようが蝋人形で再現され、学生達の歴史教育に利用されている。民家の中には、箪笥や針箱、米櫃などが置かれ、昔の生活様式を再現している。また、展示館があり、昔の軍人の帽子や鎧、銃器などの遺物が展示されている。公園には花島鎮図書館が隣接している。

## 交通
- 首都圏電鉄1号線、東仁川駅下車徒歩10分

座標: 北緯37度28分56.4秒 東経126度37分43.8秒 / 北緯37.482333度 東経126.628833度